# Andrea Rothfuss
Andrea Rothfuss, född 20 oktober 1989 i Freudenstadt, är en tysk alpin skidåkare. Hon är född med bara en hand, och har deltagit i flera världsmästerskap och paralympiska spel. 
Rothfuss började i mitten av 1990-talet med skidåkning. 2006 deltog hon för första gången vid paralympiska spelen. Hennes karriär kännetecknas av den långa konkurrensen med den franska skidåkaren Marie Bochet. Medan Bochet vann flera guldmedaljer kom Rothfuss oftast på andra plats.
Vid öppningsceremonin av paralympiska spelen 2014 var hon Tysklands flaggbärare. Bredvid idrotten är Rothfuss anställd vid den tyska tullmyndigheten.